# Catlettsburg
La ville de Catlettsburg est le siège du comté de Boyd, dans l'État du Kentucky, aux États-Unis. Elle comptait 1 960 habitants lors du recensement de 2000.

## Source
- (en) Cet article est partiellement ou en totalité issu de l’article de Wikipédia en anglais intitulé « Catlettsburg, Kentucky » (voir la liste des auteurs).